# Interno di un convento
Interno di un convento è un film del 1978 diretto da Walerian Borowczyk.

## Trama
Italia centrale, prima metà del XIX secolo. In un monastero femminile vivono alcune giovani suore, una delle quali è la nipote del vescovo locale. Le ragazze, entrate in convento per costrizione e non per libera scelta, non resistono ai desideri della carne né alla tentazione di avere delle tresche con alcuni uomini, nonostante la badessa le sorvegli continuamente e cerchi in ogni modo di evitare che rompano i loro voti. La donna, odiata dalle suore per la sua intransigenza, viene infine avvelenata da una di loro, e poco dopo anche due delle giovani finiscono per morire avvelenate, proprio mentre le autorità ecclesiastiche sono giunte a investigare sugli scandali avvenuti nel convento.